# Campeonato Nacional de Basquete
Il Campeonato Nacional de Basquete è stata la massima competizione nazionale maschile di pallacanestro del Brasile, successiva alla storica Taça Brasil. Il torneo fu disputato per la prima volta nel 1990 e si concluse nel 2008, anno in cui venne rimpiazzato dal Novo Basquete Brasil (NBB), attualmente la massima competizione cestistica del Paese.

## Storia
Come accadde durante la Taça Brasil, anche nel Campeonato Nacional le squadre dello stato di San Paolo dominarono largamente la scena. In particolare, il Franca si affermò come la squadra più titolata del torneo, con sei campionati vinti nel periodo di riferimento.
Tra il 1997 e il 2004, alcune delle squadre partecipanti al Campeonato Nacional furono selezionate tramite la Supercopa Brasil de Basquete, una competizione di qualificazione che, però, non prevedeva un vero e proprio sistema di promozione e retrocessione.
La stagione 2006 non venne conclusa e non ebbe campione; dopo la prima partita della finale tra COC/Ribeirão Preto e Franca, disputata a Franca e vinta dalla squadra di Ribeirão Preto, il campionato fu sospeso a causa di un'ingiunzione legale. Il club Universo Brasilia intentò un’azione contro il Telemar, accusandolo di aver schierato un giocatore in modo irregolare. Avendo vinto la causa, la squadra del Distretto Federale ottenne i punti della partita giocata contro il club carioca, acquisendo così il diritto di partecipare alla finale. A quel punto, la finale avrebbe dovuto coinvolgere tre squadre. Tuttavia, il contenzioso non trovò una soluzione definitiva e il campionato si concluse senza l’assegnazione del titolo.
L’edizione del 2008 fu l’ultima della storia e fu segnata da una spaccatura significativa nel panorama cestistico brasiliano: sette squadre pauliste boicottarono il torneo, preferendo organizzare una competizione alternativa chiamata Supercopa de Basquete. In risposta alla crisi organizzativa e alle divisioni interne, nell’agosto dello stesso anno venti club fondarono la Liga Nacional de Basquete, l’organismo che da allora organizza il Novo Basquete Brasil, dando inizio a una nuova era per il basket brasiliano.

## Albo d'oro
| Stagione | Squadra vincente      | Serie                 | Seconda classificata    |
| -------- | --------------------- | --------------------- | ----------------------- |
| 1990     | Franca                | 3–0                   | Lwart/Lwarcel São Paulo |
| 1991     | Franca                | 3–1                   | Ipê                     |
| 1992     | Rio Claro             | 1–0                   | Ipê                     |
| 1993     | Franca                | 1–0                   | Ipê                     |
| 1994     | Corinthians (RS)      | 3–2                   | Franca                  |
| 1995     | Rio Claro             | 3–1                   | Dharma Yara Franca      |
| 1996     | Corinthians Paulista  | 3–1                   | Corinthians (RS)        |
| 1997     | Franca                | 3–2                   | Corinthians (RS)        |
| 1998     | Franca                | 3–2                   | COC Ribeirão Preto      |
| 1999     | Franca                | 3–2                   | Vasco da Gama           |
| 2000     | Vasco da Gama         | 3–1                   | Flamengo                |
| 2001     | Vasco da Gama         | 3–0                   | COC Ribeirão Preto      |
| 2002     | Bauru                 | 3–0                   | Araraquara              |
| 2003     | COC Ribeirão Preto    | 3–1                   | Unitri/Uberlândia       |
| 2004     | Unitri/Uberlândia     | 3–0                   | Flamengo                |
| 2005     | Telemar               | 3–1                   | Unitri/Uberlândia       |
| 2006     | Campionato cancellato | Campionato cancellato | Campionato cancellato   |
| 2007     | Universo Brasilia     | 3–1                   | Franca                  |
| 2008     | Flamengo              | 3–0                   | Universo Brasilia       |

## Titoli per squadra
| Squadra                 | Campionati vinti | Stagione vinta                     | Seconda classificata | Stagione seconda classificata |
| ----------------------- | ---------------- | ---------------------------------- | -------------------- | ----------------------------- |
| Franca                  | 6                | 1990, 1991, 1993, 1997, 1998, 1999 | 2                    | 1994, 2007                    |
| Vasco da Gama           | 2                | 2000, 2001                         | 1                    | 1999                          |
| Rio Claro               | 2                | 1992, 1995                         | 0                    |                               |
| Unitri/Uberlândia       | 1                | 2004                               | 2                    | 2003, 2005                    |
| COC Ribeirão Preto      | 1                | 2003                               | 2                    | 1998, 2001                    |
| Corinthians (RS)        | 1                | 1994                               | 2                    | 1996, 1997                    |
| Flamengo                | 1                | 2008                               | 2                    | 2000, 2004                    |
| Universo Brasilia       | 1                | 2007                               | 1                    | 2008                          |
| Corinthians Paulista    | 1                | 1996                               | 0                    |                               |
| Bauru                   | 1                | 2002                               | 0                    |                               |
| Telemar                 | 1                | 2005                               | 0                    |                               |
| Ipê                     | 0                |                                    | 3                    | 1991, 1992, 1993              |
| Lwart/Lwarcel São Paulo | 0                |                                    | 1                    | 1990                          |
| Dharma Yara Franca      | 0                |                                    | 1                    | 1995                          |
| Araraquara              | 0                |                                    | 1                    | 2002                          |

## Vittorie per stato
| Stato              | Titoli | 2°posto | 3°posto | 4°posto |
| ------------------ | ------ | ------- | ------- | ------- |
| San Paolo          | 11     | 10      | 9       | 14      |
| Rio de Janeiro     | 4      | 3       | 3       | 0       |
| Minas Gerais       | 1      | 2       | 4       | 1       |
| Rio Grande do Sul  | 1      | 2       | 1       | 0       |
| Distretto Federale | 1      | 1       | 0       | 1       |
| Goiás              | 0      | 0       | 1       | 1       |
| Santa Catarina     | 0      | 0       | 0       | 1       |

## Squadre con più partecipazioni
| Edizioni | Squadra                                      |
| -------- | -------------------------------------------- |
| 18       | Franca                                       |
| 16       | Minas Tênis Clube                            |
| 14       | Flamengo                                     |
| 11       | Corinthians (RS)                             |
| 10       | COC Ribeirão Preto Mogi das Cruzes Rio Claro |
| 9        | Londrina Unitri/Uberlândia                   |
| 8        | Vasco da Gama Ginástico                      |
| 7        | Palmeiras                                    |